# Ottawa
Ottawa este capitala Canadei și reședința parlamentului federal canadian, port pe dreapta râului omonim și pe canalul Rideau, zona metropolitană având o populație de 1.168.788 locuitori (2006).
Orașul este situat în estul provinciei Ontario, la granița cu provincia Québec. Ottawa nu este o metropolă la fel de mare ca Montreal sau Toronto. Din punct de vedere al numărului de locuitori, aceasta se situează în urma altor orașe canadiene, precum Vancouver sau Calgary. Ea formează împreună cu Carleton o singură aglomerație urbană, a patra ca mărime din Canada, numărând peste un milion de locuitori. În Ottawa, doar un sfert din populație este francofonă. Aici supremația limbii engleze este de netăgăduit.

## Nume
Capitala Canadei își datorează numele unui trib de indieni care a adoptat o atitudine pacifistă față de albi. Aceste triburi au fost poreclite de restul triburilor indiene "Ottawa", adică "cei care fac negoț cu străinii". Nimeni nu i-a uitat pe primii locuitori ai arealului actualei capitale, datorită cărora a luat naștere orașul. În semn de respect față de aceștia a fost ridicată  statuia indianului care privește de pe postamentul său la Ottawa cea acoperită de verdeață.

## Istorie
Francezul Samuel de Champlain a ajuns pentru prima dată pe teritoriile Canadei acoperite de păduri dese în anul 1603. Aici a înființat orașul Quebec, precum și nenumărate alte centre comerciale. În apropiere de Marile Lacuri, Champlain a dat peste triburi de indieni care populau pădurile locale și cu care a legat rapid contacte comerciale intense. Champlain 
în 1613 a dat numele de Ottawa, râului descoperit de călătorul francez Étienne Brûlé în 1610, după numele unui trib indian care locuia în acea zonă.
Ottawa datorează avansarea la rang de capitală a Canadei în special localizării sale strategice la confluența râurilor Rideau, Gatineau și Ottawa. Colonizarea acestor terenuri a început în anul 1810. Orașul s-a numit mai întâi Bytown, de la numele guvernatorului John By, iar în 1854 a preluat numele de Ottawa. În 1812, când a izbucnit războiul dintre Marea Britanie și Statele Unite, Canada s-a aflat de partea britanicilor. După încheierea ostilităților, între anii 1826 - 1832 a fost construit Canalul Rideau, la ordinul guvernatorului de la acea vreme. A fost creată o cale sigură de transport pe apă, care făcea ca țara să nu mai fie dependentă, în caz de război, de fluviul Sfântul Laurențiu, situat în sud de Ottawa și constituind granița cu Statele Unite.
La mijlocul secolului al XIX-lea, în Canada a izbucnit conflictul legat de alegerea orașului care urma să devină capitala țării. Cele mai importante candidate erau centrele urbane Monreal, Quebec și Kingston. Decizia arbitrară a Reginei Victoria a pus capăt neînțelegerilor în 1857; după părerea acesteia, numai Ottawa putea fi luată în considerare, datorită excelentei sale poziții strategice.

## Personalități născute aici
- Yousuf Karsh (1908 - 2002), fotograf de etnie armeană;
- Lorne Greene (1915 - 1987), actor;
- Anne Heggtveit (n. 1939), sportivă la schi alpin;
- Paul Anka (n. 1941), actor, muzician;
- Roger Spottiswoode (n. 1945), cineast;
- Dan Aykroyd (n. 1952), actor, muzician;
- Angela Hewitt (n. 1958), pianistă;
- Alanis Morissette (n. 1974), cântăreață;
- Patrick Chan (n. 1990), sportiv la patinaj artistic;
- Vincent De Haître (n. 1994), sportiv la ciclism și patinaj viteză;
- Isabelle Weidemann (n. 1995), sportivă la patinaj viteză.